# Czerniewko
Czerniewko [t͡ʂɛrˈɲɛfkɔ] (en alemán: Klein Scherniau) es un asentamiento ubicado en el distrito administrativo de Gmina Trąbki Wielkie, dentro del Condado de Gdańsk, Voivodato de Pomerania, en Polonia del norte. Se encuentra aproximadamente a 3 kilómetros al oeste de Trąbki Wielkie, a 14 kilómetros al suroeste de Pruszcz Gdański, y a 24 kilómetros al sur de la capital regional Gdansk.
Para detalles de la historia de la región, véase Historia de Pomerania.
El poblamiento tiene una población de 146 habitantes. 